# Owen Willans Richardson
Owen Willans Richardson FRS (Dewsbury, 26 de abril de 1879 — Alton, 15 de fevereiro de 1959) foi um físico britânico. Formulou a Lei de Richardson, que dá a intensidade da corrente anódica de saturação de um diodo.
Recebeu em 1928 o Nobel de Física, por seus estudos sobre os efeito termiônico, descoberto por Thomas Alva Edison e denominado efeito Edison-Richardson.

## Biografia
Richardson nasceu em Dewsbury, Yorkshire, Inglaterra, filho único de Joshua Henry e Charlotte Maria Richardson. Ele foi educado em Batley Grammar School e no Trinity College, em Cambridge, onde ganhou honras de Primeira Classe em Ciências Naturais.
Depois de se formar, em 1900, ele começou a pesquisar a emissão de eletricidade a partir de corpos quentes no Laboratório Cavendish, em Cambridge, e em 1902 foi feito a um membro da Trinity. Em 1901, demonstrou que a corrente a partir de um fio aquecido parecia depender exponencialmente com a temperatura do fio com uma forma matemática semelhante à equação de Arrhenius. Isto tornou-se conhecida como a lei de Richardson: "Se, pois, a radiação negativa é devido aos corpúsculos saindo do metal, a corrente de saturação s deve obedecer a lei {\displaystyle s=A\,T^{1/2}\,e^{-b/T}}.
Richardson foi professor na Universidade de Princeton 1906-1913, e voltou para Wheatstone no Reino Unido em 1914 para se tornou professor de Física na Faculdade King's College de Londres, onde mais tarde foi nomeado diretor da pesquisa. Ele se aposentou em 1944, e morreu em 1959.
Richardson casou Lilian Wilson, irmã de seu colega na Cavendish Harold Wilson, em 1906, e teve dois filhos e uma filha. Própria irmã de Richardson casou com o físico norte-americano (e prêmio Nobel 1937) Clinton Davisson, que era estudante de doutorado de Richardson em Princeton. Após a morte de Lilian, em 1945, ele voltou a casar em 1948 para Henriette Rupp, um físico.
Participou da 3ª, 4ª, 5ª, 6ª, 7ª e 8ª Conferência de Solvay.

## Publicações
- The emission of electricity from hot bodies (1916)

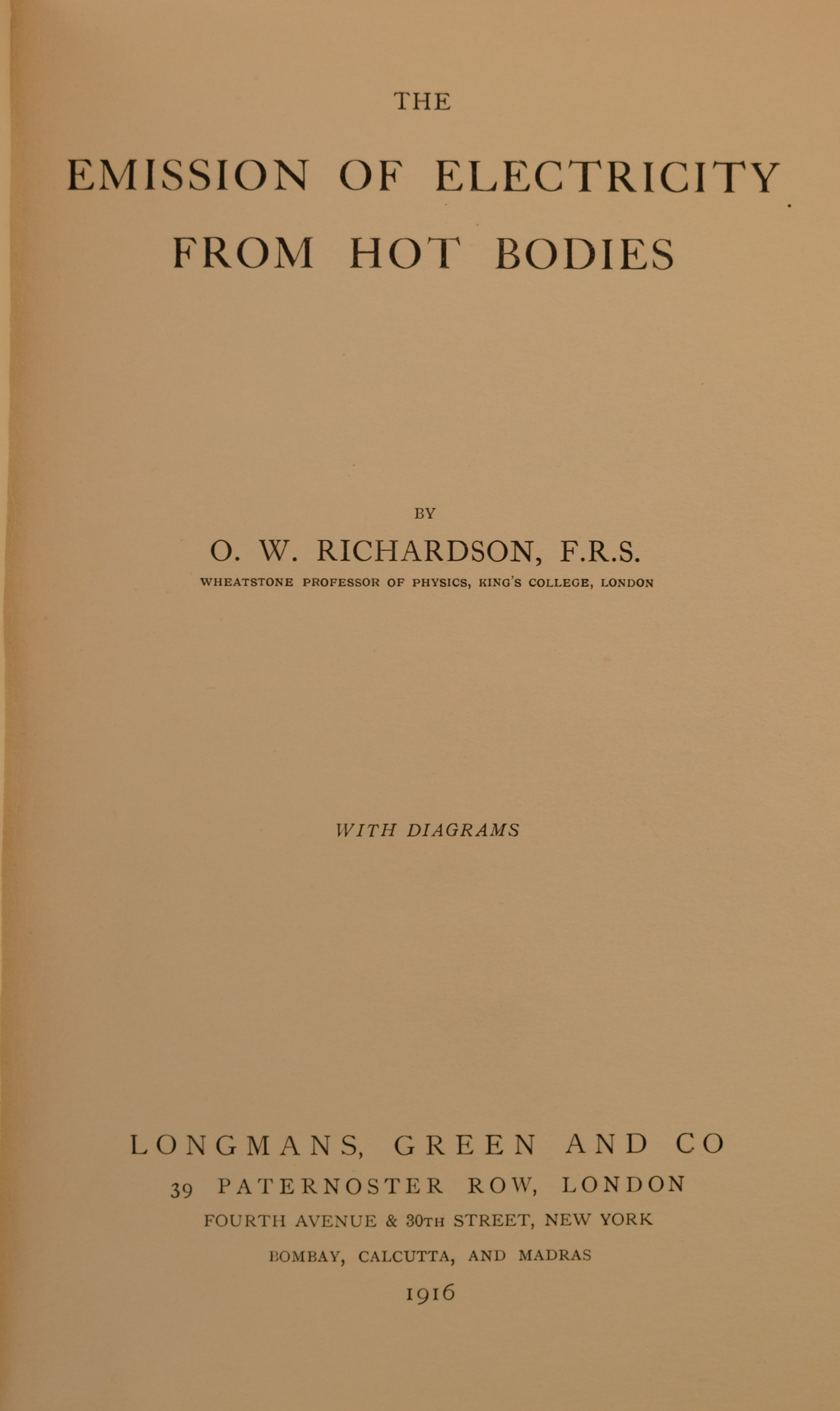
Página de rosto de The emission of electricity from hot bodies (1916)
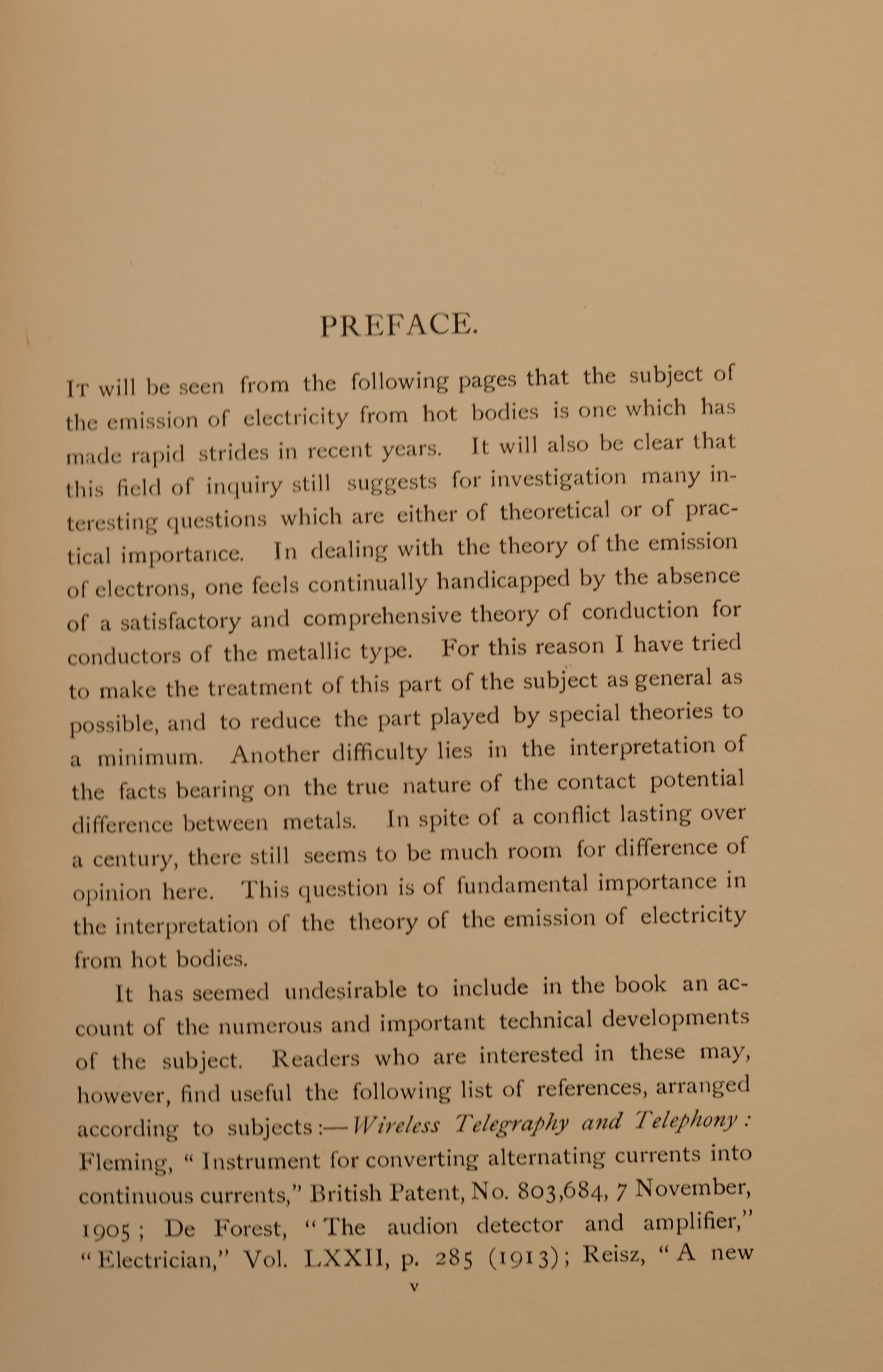
Prefácio The emission of electricity from hot bodies (1916)
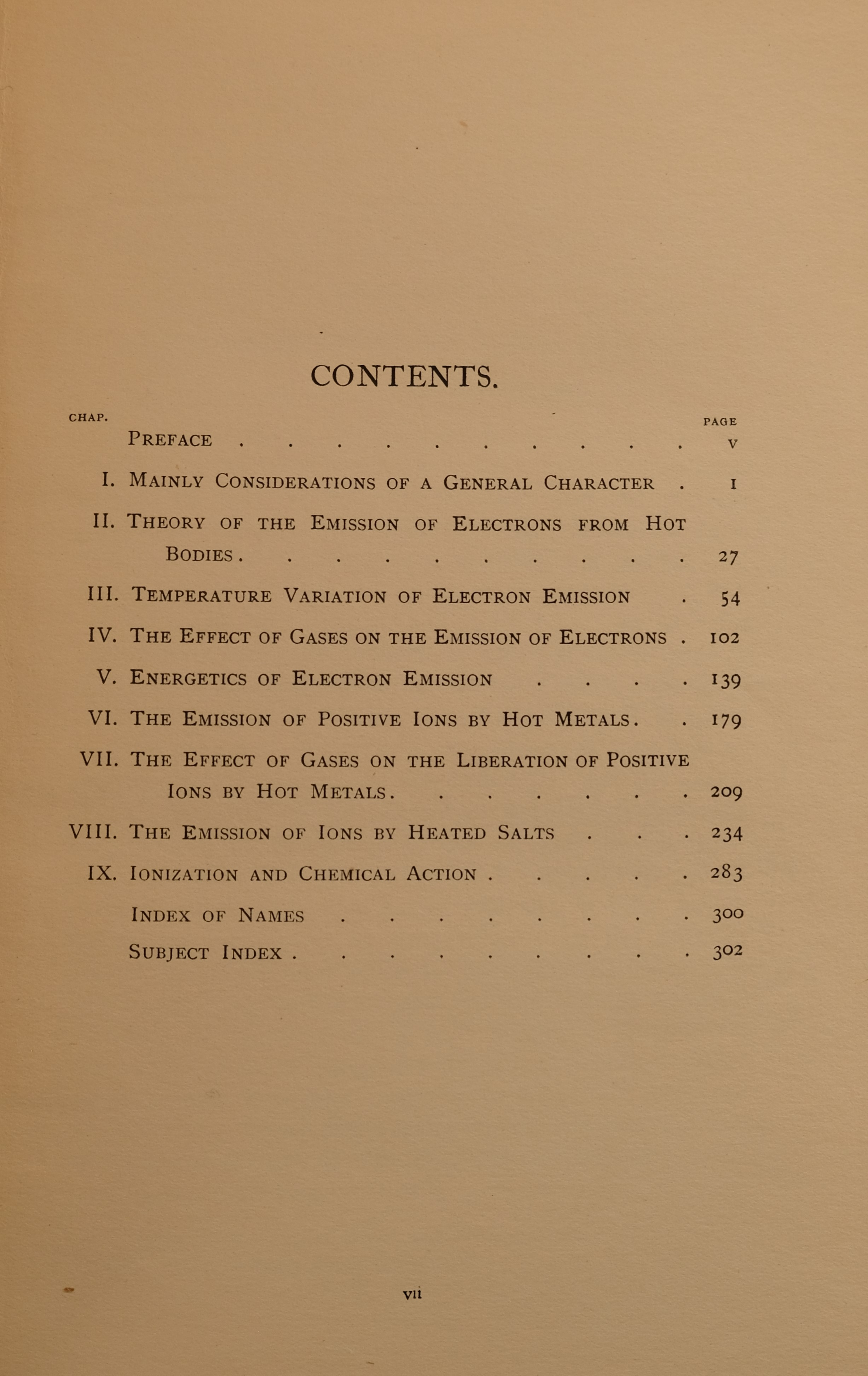
Índice para The emission of electricity from hot bodies (1916)
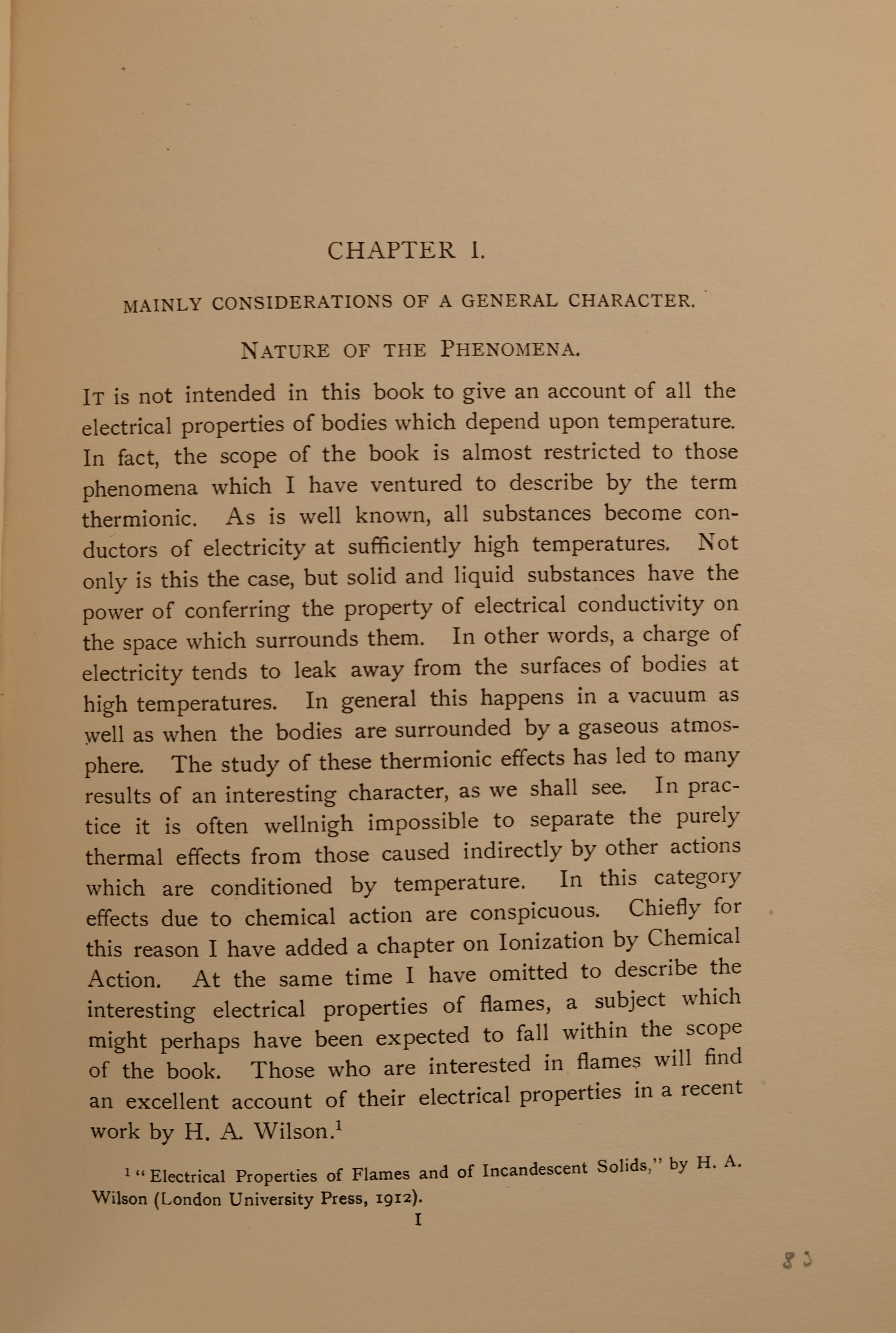
Primeira página de The emission of electricity from hot bodies (1916)